# سيجيرسيني
كان سيجيرسيني زعيمًا لأحدى القابائل المصرية أو النوبية القديمة، ومن المحتمل أنه حكم في نهاية الأسرة الحادية عشر وبداية الأسرة الثانية عشرة خلال أوائل المملكة الوسطى.

## الأدلة
يشهد على وجود سيجيرسيني نقش صخري واحد أو اثنين تم اكتشافه في أمبركاب (خور دميت) في النوبة السفلى. لا يزال اسم عرش سيجرسيني كما هو مذكور على النقوش موضع شك حيث تم نحته تقريبًا وأصابه التلف بمرور الوقت. يمكن أن تكون لمنخكير أو ودجكير، ويعتبر الأول الآن أكثر احتمالًا.  وقد سجلت إحدى نقوش سيجرسيني نشوب حربًا في منطقة مجهولة من بيرسنبيت.
لم يذكر سيجيرسيني في أي من قوائم الملوك المصريين . 

## السيرة الذاتية
على الرغم من أن سيجرسيني تم تلقيبة بفرعون مصري لكن لا يوجد دليل على وجوده خارج النوبة.  وبالتالي كان على الأرجح مطالبًا للعرش المصري أو النوبي ومقره في النوبة السفلى، خلال فترة مضطربة سياسيًا: إما في بداية الفترة الانتقالية الأولى  أو خلال الفترة الانتقالية الثانية  وذلك تقريبا في عهد منتوحتب الرابع من الأسرة الحادية عشرة والعهد المبكر لأمنمحات الأول من الأسرة الثانية عشر.   يعتبر علماء المصريات الاحتمال الأخير أكثر احتمالًا.  خاصةً أنه يبدو أن هذين الحاكمين قد واجها مشاكل في الاعتراف بهما عالميًا كفراعنة شرعيين.
من المعروف أن أمنمحات الأول أرسل خنوم حتب الأول -الزعيم العظيم المخلص لما-حج (الجزء السادس عشر من صعيد مصر)- في الفنتين بالنوبة من أجل القضاء على المقاومة الأخيرة ضده هناك، ولكن غير معروف بكل تأكيد من كان قائد هذه المقاومة وإن كان هناك افتراض أنه سيجيرسيني. علاوة على ذلك هناك حاكمان آخران مقرهما في النوبة: إيبخنتر وكاكاري إيني وهما على الأرجح من نفس الفترة الزمنية. كلاهما كانا مطالبين محتملين للعرش المصري والعلاقة بينهما وبين سيجيرسيني غير معروفة. إذا كان سيجرسيني هو بالفعل عدو أمنمحات لكان من الممكن أن يقاتل إلى جانب أمنتحوتب الرابع من أجل مملكته النوبية. في الواقع نالت النوبة استقلالها خلال الفترة الانتقالية الأولى كما يتضح من الحملات العسكرية لمنتوحتب الثاني في المنطقة قبل 40 عامًا فقط من عمر سيجرسيني المُفترض. 